# 律令 (日本統治下の台湾法制)
律令（りつれい）は、台湾総督が勅裁を経て発する、内地の法律に代わる命令である。台湾ニ施行スヘキ法令ニ関スル法律（明治29年3月31日法律第63号）第1条、台湾ニ施行スヘキ法令ニ関スル法律（明治39年4月11日法律第31号）第1条、台湾ニ施行スヘキ法令ニ関スル法律（大正10年3月15日法律第3号）第2条を根拠とする。

## 概要
植民地（外地）に対しては、法律は規定の性質上台湾に施行される目的で制定されたものか、または勅令でその全部または一部が台湾で施行されることが定められたものを施行、それ以外は法律を必要とする事項は台湾総督の命令で規定することができるとした。この命令が「律令」である。
台湾ニ施行スヘキ法令ニ関スル法律(大正10年法律第3号)の施行後は、台湾においても原則内地の法律を施行し、例外的な場合に律令を制定できることになった
なお台湾における「律令」については、その名称についての規定はない。名称について松岡修太郎は、「恐らくは、領台直後の軍政時代にこの種の命令を「律令」と称した慣例を踏襲したものであろう」としている。
律令と台湾で施行される法律及び勅令が抵触した場合について、台湾ニ施行スヘキ法令ニ関スル法律（明治29年法律第63号）は、特に規定しなかったが、台湾ニ施行スヘキ法令ニ関スル法律（明治39年法律第31号）第5条及び台湾ニ施行スヘキ法令ニ関スル法律（大正10年法律第3号）第5条は、律令は台湾で施行される法律と勅令に抵触することはできないと規定した。
律令は、勅裁を経ることを要し、勅裁を経た台湾総督の命令として表示されるが、勅旨としては表示（即ち御名御璽）されない。総督から直接上奏はできず、所定の大臣を経由することが必要である。台湾ニ施行スヘキ法令ニ関スル法律（明治29年3月31日法律第63号）の制定当時は、拓殖務大臣を経由するとされていたが後に内閣総理大臣経由となった。

## 最初の律令
律令の第1号は、1896年（明治29年）5月1日（同年5月5日付け官報）付けで律令第1号として制定された台湾総督府法院条例である。

## 緊急律令
律令は、臨時緊急を要する場合は勅裁を経ずに直ちに発することができるが、しかし、この場合は、発布後直ちに勅裁を請い、もし勅裁を得ない場合は、台湾総督は、直ちにその命令が将来に向かって効力が無いことを公布しなければならない。
実例としては、台湾総督府臨時法院條例（明治29年律令第2号）が最初であり、台湾ニ於ケル犯罪処断ノ件（明治29年律令第4号）、匪徒刑罰令（明治30年律令第24号）など合計で10件の律令が、緊急律令として制定された。なおいずれもの事後の勅裁がされており、失効とされたものはなかった。

## 最後の律令
最後に制定された律令は、緊急律令として1945年（昭和20年）10月15日に制定された中華民国台湾省行政長官ノ発スル命令ニ係ル事項ヲ実施スル為発スル命令ニ関スル件（昭和20年制令第7号）である。この制令は、内地におけるポツダム緊急勅令（昭和20年勅令第542号）の趣旨に準じ、中華民国台湾省行政長官ノ発スル命令の実施のために、台湾総督府令により必要な命令を行うことができるとするものである。

この制令に基づき、制令の公布と同じ日に、台湾総督府令第138号（公私有財産ノ処分等ノ制限ニ関スル件）が制定されたが、GHQによる間接統治とされた内地と異なり、台湾総督府が10月末に接収解体されたため、実質的に意味はほとんどなかった。

## 勅裁を得たが公布されなかった律令
「台湾ニ於ケル戦時行政ノ特例ニ関スル件」は、1945年（昭和20年）6月19日に勅裁を受け、そのまま台湾総督府官報で公布されれば、5月12日に公布された台湾戦時災害国税減免令中改正（昭和20年制令第6号）の次の制令として、昭和20年制令第7号となるはずであった。しかし、実際には、公布されなかった。
ほぼ同一の内容で、同じ日に勅裁を受けた朝鮮ニ於ケル戦時行政ノ特例ニ関スル件は、1945年（昭和20年）7月4日に、昭和20年制令第7号として公布されている。
この事情は明らかではないが、
1. 通信事情の悪化により連絡が届かなった
2. 戦時緊急措置法（昭和20年6月22日法律第38号）が制定されており、台湾についても、戦時緊急措置法ヲ朝鮮及台湾ニ施行スルノ件（昭和20年6月22日勅令第377号）によって同法が施行されていたことから、これを根拠とすれば足りた。

が想定される。

## 公文式
律令の公布式については、明治29年7月6日台湾総督府令第18号（台湾総督府行政司法ニ関スル命令公布式）。官報第3929号（明治29年8月3日）により、律令は台湾総督府報（1942年（昭和17年）4月1日からは、台湾総督府官報）により布告すると規定された。内地の官報にも、昭和19年の律令第32号（昭和19年11月8日制定の律令第33号は未掲載）まで掲載された

## 根拠法の変遷
根拠法の変遷については、

## 律令の総制定数
律令の総制定数は、537件である。うち新規制定が270件、改正・廃止のものが267件である。